# Liste der Monuments historiques in Épiez-sur-Meuse
Die Liste der Monuments historiques in Épiez-sur-Meuse führt die Monuments historiques in der französischen Gemeinde Épiez-sur-Meuse auf.

## Liste der Objekte
| Bezeichnung                  | Beschreibung                                                                | Standort                                   | Kennzeichnung | Schutzstatus | Datum | Bild |
| ---------------------------- | --------------------------------------------------------------------------- | ------------------------------------------ | ------------- | ------------ | ----- | ---- |
| Gemälde Bekehrung des Paulus | Ölfarbe auf Leinwand, 19. Jahrhundert; bemalter Holzrahmen, 18. Jahrhundert | in der Kirche Conversion-de-St-Paul (Lage) | PM55001831    | Inscrit      | 1992  |      |
| Glocke                       | Bronze, 1636 gegossen                                                       | in der Kapelle Ste-Anne-de-Brois (Lage)    | PM55000966    | Classé       | 1992  |      |
| Gemälde Rosenkranzmadonna    | Ölfarbe auf Leinwand, 17. Jahrhundert                                       | in der Kirche Conversion-de-St-Paul (Lage) | PM55000967    | Classé       | 1994  |      |